# Surry (Virginia)
Surry es un pueblo situado en el condado de Surry, Virginia  (Estados Unidos). Según el censo de 2010 tenía una población de 2.149 habitantes.

## Demografía
Según el censo del 2000 Surry tenía 262 habitantes, 109 viviendas, y 80 familias. La densidad de población era de 124,9 habitantes por km².
De las 109 viviendas en un 30,3%  vivían niños de menos de 18 años, en un 53,2%  vivían parejas casadas, en un 11,9% mujeres solteras, y en un 26,6% no eran unidades familiares. En el 24,8% de las viviendas  vivían personas solas el 8,3% de las cuales correspondía a personas de 65 años o más que vivían solas. El número medio de personas viviendo en cada vivienda era de 2,4 y el número medio de personas que vivían en cada familia era de 2,83.
Por edades la población se repartía de la siguiente manera: un 21,8% tenía menos de 18 años, un 8,4% entre 18 y 24, un 33,2% entre 25 y 44, un 21,4% de 45 a 60 y un 15,3% 65 años o más.
La edad media era de 39 años.  Por cada 100 mujeres de 18 o más años  había 97,1 hombres.
La renta media por vivienda era de 42.361$ y la renta media por familia de 51.071$. Los hombres tenían una renta media de 30.000$ mientras que las mujeres 22.500$. La renta per cápita de la población era de 21.606$. En torno al 10,8% de las familias y el 10,7% de la población estaban por debajo del umbral de pobreza.

## Localidades adyacentes
El siguiente diagrama muestra a las localidades más próximas a Surry.